# CV-421
La CV-421 es una carretera local de la Comunidad Valenciana, comunica Turís con Chiva.

## Nomenclatura
La CV-421 es una carretera local que pertenece a la Diputación Provincial de Valencia, es una carretera que conecta las poblaciones de Turís y Chiva. Su nombre viene de la CV (que indica que es una carretera autonómica de la Comunidad Valenciana) y el 421, es el número que recibe dicha carretera, según el orden de nomenclaturas de las carreteras secundarias de la Comunidad Valenciana.

## Historia
La CV-421 sustituyó a la carretera local  VV-3034  que tenía el mismo trazado que ahora. 

## Trazado Actual
La CV-421 inicia su recorrido como carretera convencional en Turís y recorre los términos municipales de esta población y Chiva finalizando su recorrido en esta última población.
- Datos: Q5737643